# Corey Maggette
Corey Antoine Maggette (Melrose Park, Illinois, 12 de noviembre de 1979) es un exjugador de baloncesto estadounidense que disputó 14 temporadas en la NBA. Con 1,98 metros de estatura, jugaba en la posición de alero.

## Carrera

### Universidad
Procedente del Instituto Fenwick en Oak Park, Illinois, Maggette asistió a la Universidad de Duke, donde estuvo una temporada en la que promedió 10.6 puntos y 3.9 rebotes. Esa temporada, los Blue Devils llegaron a la final de la NCAA liderados por Elton Brand, excompañero de equipo de Maggette, aunque perdieron ante UConn Huskies.

### NBA
Maggette fue seleccionado en la posición 13.ª por Seattle SuperSonics en el Draft de 1999, siendo inmediatamente traspasado a Orlando Magic. En los Magic solo pasó una temporada, promediando 8.4 puntos y 3.9 rebotes por partido, antes de fichar por Los Angeles Clippers.
En los Clippers se convirtió en un jugador muy respetado en la liga, llegando a superar los 20 puntos de promedio en dos temporadas consecutivas y liderando a su equipo en varios apartados estadísticos. Su mejor campaña fue la de 2004-05, en la que promedió 22.2 puntos, 6 rebotes y 3.4 asistencias en 36.9 minutos de juego.
El 10 de julio de 2008, firmó como agente libre por Golden State Warriors.
El 22 de junio de 2010, fue traspasado junto con una segunda ronda de draft a Milwaukee Bucks a cambio de Charlie Bell y Dan Gadzuric.
El 23 de junio de 2011, fue traspasado a Charlotte Bobcats en un traspaso a tres bandas.
El 26 de junio de 2012, fue traspasado al Detroit Pistons a cambio de Ben Gordon y una futura primera ronda del draft. Tras disputar 18 encuentros con los Pistons, a mitad de diciembre es apartado para el resto de la temporada tras una discusión con el entrenador Lawrence Frank, citando su falta de interés en un partido.
En el verano de 2013, disputa la Summer League con San Antonio Spurs, pero es descartado antes del inicio de la temporada. Por lo que el 15 de octubre se hace oficial su retirada tras 14 temporadas en la NBA.

## Estadísticas de su carrera en la NBA

### Temporada regular
| Año     | Equipo        | PJ  | PT  | MPP  | %TC  | %3P  | %TL  | RPP | APP | ROB | TPP | PPP  |
| ------- | ------------- | --- | --- | ---- | ---- | ---- | ---- | --- | --- | --- | --- | ---- |
| 1999-00 | Orlando       | 77  | 5   | 17.8 | .478 | .182 | .751 | 3.9 | .8  | .3  | .3  | 8.4  |
| 2000-01 | L.A. Clippers | 69  | 9   | 19.7 | .462 | .304 | .774 | 4.2 | 1.2 | .5  | .1  | 10.0 |
| 2001-02 | L.A. Clippers | 63  | 52  | 25.6 | .443 | .331 | .801 | 3.7 | 1.8 | .6  | .3  | 11.4 |
| 2002-03 | L.A. Clippers | 64  | 57  | 31.3 | .444 | .350 | .802 | 5.0 | 1.9 | .9  | .2  | 16.8 |
| 2003-04 | L.A. Clippers | 73  | 72  | 36.0 | .447 | .329 | .848 | 5.9 | 3.1 | .9  | .2  | 20.7 |
| 2004-05 | L.A. Clippers | 66  | 60  | 36.9 | .431 | .304 | .857 | 6.0 | 3.4 | 1.1 | .1  | 22.2 |
| 2005-06 | L.A. Clippers | 32  | 13  | 29.5 | .445 | .338 | .828 | 5.3 | 2.1 | .6  | .1  | 17.8 |
| 2006-07 | L.A. Clippers | 75  | 31  | 30.5 | .454 | .200 | .820 | 5.9 | 2.8 | .9  | .2  | 16.9 |
| 2007-08 | L.A. Clippers | 70  | 65  | 35.7 | .458 | .384 | .812 | 5.6 | 2.7 | 1.0 | .1  | 22.1 |
| 2008-09 | Golden State  | 51  | 19  | 31.1 | .461 | .253 | .824 | 5.5 | 1.8 | .9  | .2  | 18.6 |
| 2009-10 | Golden State  | 70  | 49  | 29.7 | .516 | .260 | .835 | 5.3 | 2.5 | .7  | .1  | 19.8 |
| 2010-11 | Milwaukee     | 67  | 18  | 20.9 | .453 | .359 | .834 | 3.6 | 1.3 | .3  | .1  | 12.0 |
| 2011-12 | Charlotte     | 32  | 28  | 27.5 | .373 | .364 | .856 | 3.9 | 1.2 | .7  | .0  | 15.0 |
| 2012-13 | Detroit       | 18  | 0   | 14.3 | .355 | .238 | .750 | 1.4 | 1.1 | .3  | .1  | 5.3  |
| Total   | Total         | 827 | 478 | 28.2 | .453 | .324 | .822 | 4.9 | 2.1 | .7  | .2  | 16.0 |

### Playoffs
| Año   | Equipo      | PJ | PT | MPP  | %TC  | %3P  | %TL  | RPP | APP | ROB | TPP | PPP  |
| ----- | ----------- | -- | -- | ---- | ---- | ---- | ---- | --- | --- | --- | --- | ---- |
| 2006  | Los Angeles | 12 | 2  | 24.3 | .467 | .333 | .910 | 7.3 | 1.4 | .6  | .4  | 15.3 |
| Total | Total       | 12 | 2  | 24.3 | .467 | .333 | .910 | 7.3 | 1.4 | .6  | .4  | 15.3 |

## Vida personal
Fuera de las canchas, Maggette trabaja con los niños como miembro del Clippers Reading All-Star Team, y también realiza donaciones de caridad a los hospitales. Su programa "Uh Oh Maggette - O Kids" lleva cientos de niños a partidos de los Clippers de forma gratuita cada año. En 1999 fundó su propio "Corey Maggette Flight 50 Basketball Camp". Inicialmente invitó a 50 niños (su número de camiseta) para el primer año del campamento. Después de casi una década, el campamento se hace en la actualidad cargo de 600 niños cada año. Ganó el "NBA Camp Player's Best Award" por sus esfuerzos. En junio de 2006 creó también la "Corey Fundación Cares" para servir de mentores y de inspirar a los menos afortunados en la comunidad de baloncesto y los deportes. Puede verse también a Maggette firmando autógrafos por las calles de Los Ángeles.